# Love's Victory (film 1911)
Love's Victory è un cortometraggio muto del 1911 diretto da Romaine Fielding che qui, fece il suo esordio nella regia.

## Produzione
Il film fu prodotto dalla Lubin Manufacturing Company

## Distribuzione
Distribuito dalla General Film Company, il film - un cortometraggio in una bobina - uscì nelle sale cinematografiche statunitensi il 28 ottobre 1911.